# Biton (arácnidos)
Biton es un género de arácnidos solifugos perteneciente a la familia Daesiidae que se distribuye por África y Oriente Medio.

## Especies
Según solpugid.com
- Biton adamanteus Lawrence 1968
- Biton arenicolus Lawrence 1966
- Biton bellulus (Pocock 1902)
- Biton bernardi ( Pocock 1900)
- Biton betschuanicus (Kraepelin 1908)
- Biton browni (Lawrence 1965)
- Biton brunneus Roewer 1933
- Biton brunnipes Pocock 1896
- Biton cataractus Lawrence 1968
- Biton crassidens Lawrence 1935
- Biton cursorius Roewer 1933
- Biton divaricatus Roewer 1933
- Biton ehrenbergii Karsch 1880
- Biton fallax (Borelli 1925)
- Biton fessanus Roewer 1933
- Biton fuscipes Pocock 1897
- Biton fuscus (Kraepelin 1899)
- Biton gaerdesi Roewer 1954
- Biton gariesensis (Lawrence 1931)
- Biton haackei Lawrence 1968
- Biton habereri (Kraepelin 1929)
- Biton hottentottus (Kraepelin 1899)
- Biton kolbei (Purcell 1899)
- Biton kraekolbei Wharton 1981
- Biton laminatus (Pocock 1903)
- Biton leipoldti (Purcell 1899)
- Biton lineatus (Pocock 1902)
- Biton lividus Simon 1882
  - Biton lividus aristonemes
  - Biton lividus lividus
- Biton longisetosus Lawrence 1972
- Biton magnifrons (Birula 1905)
- Biton monodentatus Delle Cave 1978
- Biton mossambicus Roewer 1954
- Biton namaqua ( Kraepelin 1899)
- Biton ovambicus (Lawrence 1927)
- Biton pallidus (Purcell 1899)
- Biton pearsoni (Hewitt 1914)
- Biton persicus (Birula 1905)
- Biton philbyi Lawrence 1954
- Biton pimenteli Frade 1940
- Biton planirostris (Birula 1941)
- Biton praecox (C.L. Koch 1842)
- Biton ragazzii ( Kraepelin 1899)
- Biton rhodesianus (Hewitt 1914)
- Biton roeweri ( Lawrence 1935)
- Biton rossicus (Birula 1905)
- Biton sabulosus (Pocock 1903)
- Biton schreineri (Purcell 1903)
- Biton schultzei (Kraepelin 1908)
- Biton simoni ( Kraepelin 1899)
- Biton striatus (Lawrence 1928)
  - Biton striatus bidentatus
  - Biton striatus curvichelis
  - Biton striatus striatus
- Biton subulatus (Purcell 1899)
- Biton tarabulus Roewer 1933
- Biton tauricus Roewer 1941
- Biton tenuifalcis Lawrence 1961
- Biton tigrinus Pocock 1898
- Biton transvaalensis Lawrence 1949
- Biton triseriatus Lawrence 1955
- Biton truncatidens Lawrence 1954
- Biton tunetanus Simon 1885
  - Biton tunetanus algeriensis
  - Biton tunetanus tunetanus
- Biton turkestanus (Roewer 1933)
- Biton vachoni Lawrence 1966
- Biton velox Simon 1885
- Biton villiersi (Vachon 1950)
- Biton villosus Roewer 1933
- Biton werneri Roewer 1933
- Biton wicki ( Birula 1915)
- Biton zederbaueri (Werner 1905)